# Dzieło Pomocy Świętego Ojca Pio
Dzieło Pomocy Świętego Ojca Pio – polska organizacja charytatywna, założona w 2004 r. w Krakowie. 
Misją organizacji jest towarzyszenie osobom bezdomnym i zagrożonym bezdomnością w ich drodze do samodzielności, pomoc społeczna rodzinom i osobom w trudnej sytuacji życiowej, a także wspieranie edukacji i wychowania dzieci i młodzieży.
W pierwszych latach Dzieło Pomocy św. Ojca Pio  prowadziło swoją działalność w dwóch prowizorycznych barakach na terenie ogrodu klasztoru ojców kapucynów przy ul. Loretańskiej 11 w Krakowie. W 2010 r. zbudowano tu nowoczesne Centrum Integracji Społecznej dla osób bezdomnych. W 2013 r. drugie Centrum powstało w nowo wzniesionym budynku przy ul. Smoleńsk 4. Pomoc udzielana w Centrach ma charakter kompleksowy i obejmuje każdą ze sfer życia osób potrzebujących. Prócz wsparcia doraźnego (jadłodajnia, łaźnia, garderoba, pralnia, ambulatorium), osoby bezdomne otrzymują w Centrach fachowe wsparcie specjalistyczne: pracowników socjalnych, doradców zawodowego, prawników, terapeutów. W Dziele Pomocy działają także grupy samopomocowe (dla osób uzależnionych, dla bezdomnych rodzin). Z myślą o osobach bez domu Dzieło prowadzi również mieszkania wspierane, gdzie kilkudziesięciu podopiecznych przygotowuje się do samodzielnego życia.
Ponadto Dzieło Pomocy św. Ojca Pio:
- prowadzi kuchnię dla osób ubogich (dystrybucja podstawowych produktów żywnościowych);
- organizuje wspólne przeżywanie świąt Bożego Narodzenia i Wielkanocy dla osób ubogich i bezdomnych;
- wspiera działalność charytatywną realizowaną m.in. przy klasztorach kapucyńskich (dofinansowanie świetlic socjoterapeutycznych, obiadów szkolnych i wypoczynku, a także rozwoju talentów dzieci i młodzieży)[4].

W 2019 r.  za wspieranie osób bezdomnych i niepełnosprawnych Dzieło Pomocy św. Ojca Pio otrzymało Medal Świętego Brata Alberta.